# Fatma Felhi
Fatma Felhi (arabe : فاطمة الفالحي) est une actrice tunisienne connue pour avoir joué Jamila dans la série télévisée Nsibti Laaziza aux côtés de Mouna Noureddine, Kawther El Bardi et Younes Ferhi.
Elle est par ailleurs comédienne de théâtre : elle a notamment joué dans la pièce Richard III, court-circuit de Jaafar Guesmi.

## Parcours
Fatma Felhi est issue d'une famille nombreuse installée du bourg d'Erradha, à cinquante kilomètres de Sidi Bouzid, une zone défavorisée de la Tunisie intérieure qui a été le berceau de la révolution tunisienne.
Avant cette révolution, en 2009, elle participe à la pièce El Toreh mise en scène par Ghazi Zaghban ; elle y joue aux côtés de Hanen Chograni et Neji Kanawati.
En 2011, elle met en scène la pièce Les Cils de la terre, interprétée par Ons Obna, Arij Sebai, Sami Ghodbene, Bahija Hidri, Iheb Jmal et Rim Hayouni ; la pièce est présentée à El Teatro.
En 2014, elle interprète l'un des rôles principaux de la pièce de théâtre Richard III, court-circuit de Jaafar Guesmi. Il s'agit d'une adaptation tunisienne de Richard III de William Shakespeare. La pièce remporte le grand prix du Festival de théâtre arabe de Charjah, organisé entre les 10 et 16 janvier 2014.
En parallèle, elle joue durant les années 2010 dans plusieurs séries télévisées, notamment Nsibti Laaziza aux côtés de Mouna Noureddine, Kawther El Bardi et Younes Ferhi.
En 2020, elle interprète un one-woman-show, intitulé Rawa7 (« Rentre » en langage SMS tunisien). La pièce est co-écrite avec Yousr Galaï et Khawla Elhadef, deux femmes membres de la troupe d'El Teatro. Ce spectacle évoque son parcours, son enfance et des thèmes qui restent tabous dans la société dont elle est issue : l'athéisme, le concubinage et l'égalité dans l'héritage. « L'idée n'était ni de choquer ni d'être timoré. Nous voulions évoquer certains thèmes, raconter les travers et les défis de notre société. Le théâtre a toujours été un espace de liberté d'expression totale en Tunisie », indique la metteuse en scène Khawla Elhadef.

## Principaux rôles au théâtre
- Les Feuilles mortes, texte d'Ezzedine Gannoun et Leila Toubel, mise en scène d'Ezzedine Gannoun[4]
- Nwassy, texte d'Ezzedine Gannoun et Leila Toubel, mise en scène d'Ezzedine Gannoun[4]
- 2009 : El Toreh, mise en scène de Ghazi Zaghbani
- 2011 : Les Cils de la terre, mise en scène de Fatma Felhi
- 2012 : Taba-Taba, mise en scène de Khawla Elhadef[5]
- 2012 : Ulysse à l'ombre de l'olivier, mise en scène commune de Fatma Felhi, Mohamed El Hassouni, Esther André Gonzalez, Djamel Guermi et Miguel Borras[6]
- 2014 : Richard III, court-circuit, mise en scène de Jaafar Guesmi
- 2015 : El Houma, mise en scène de Fatma Felhi[7]
- 2020 : Rawa7, mise en scène de Khawla Elhadef[1]

## Principaux rôles à la télévision
- 2012 : Chobik Lobik d'Issam Bouguerra et texte de Kaïs Chekir
- 2013 : Zawja El Khamsa de Habib Mselmani et Jamel Eddine Khelif (invitée d'honneur des épisodes 1, 2, 5, 6 et 8) : Hayet, la voleuse
- 2013 : Allak Essabat de Ghazi Zaghbani
- 2014 : Nsibti Laaziza (saison 4) de Slaheddine Essid : Jamila
- 2016 : Hedhoukom (épisode : L'Hôtel) d'Abdelhamid Bouchnak